# Varniai
Varniai é uma cidade no condado de Telšiai, no oeste da  Lituânia. Na Idade Média a cidade era conhecida por Medininkai. 

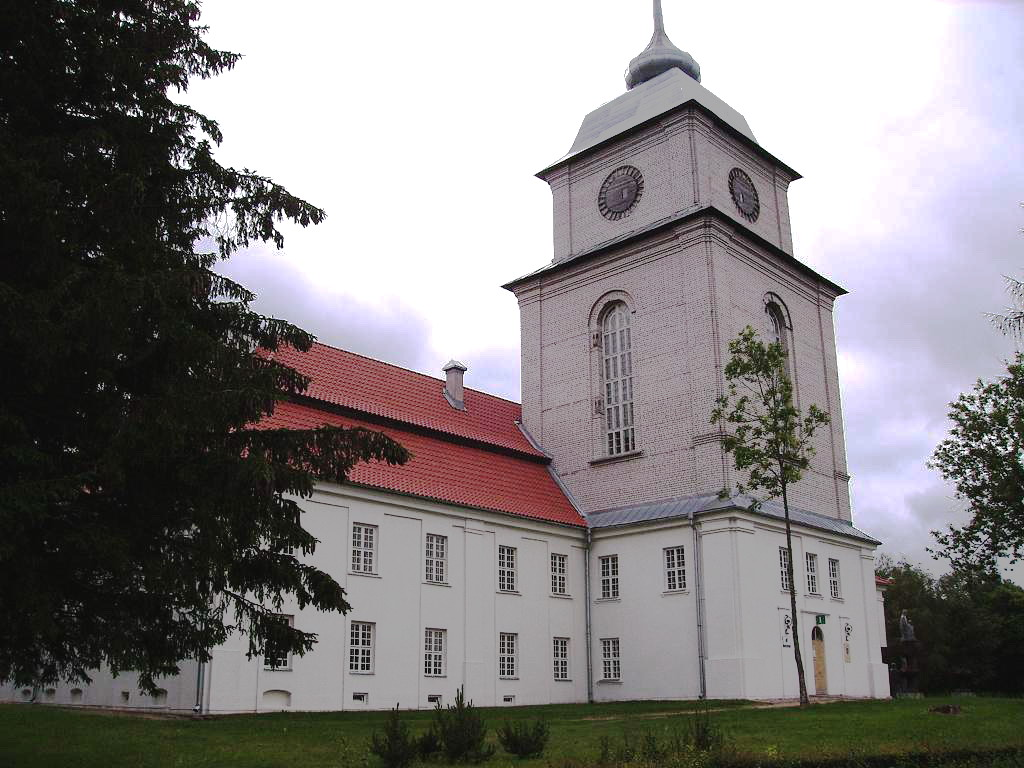
Sede da diocese da Samogícia em Varniai.

Foi fundada no século XIV, às margens do rio Varnelė, próxima do importante castelo da Samogícia. Foi o centro da Igreja Católica da Samogícia: depois batizada de Samogícia, os bispos samogicianos moram na cidade. Por volta de 1414-1416 foi construída a primeira igreja e cerca de 1464, a primeira catedral.
Ela foi o centro do episcopado samogiciano até o meio do século XIX, quando autoridades do Império Russo o transferiram para Kaunas. 
Com o apoio de Merkelis Giedraitis, Mikalojus Daukša traduziu e deixou pronto para a impressão, o primeiro livro em Língua lituana publicado no Grão-Ducado da Lituânia.
Foi também residência de Motiejus Valančius.